# Share My World
Share My World to trzeci album studyjny amerykańskiej wokalistki Mary J. Blige, wydany 1 kwietnia 1997 roku. Jest to pierwszy album Blige, który dotarł do szczytu zestawienia Billboard 200, już w tygodniu wydania. Jest to również pierwszy album artystki który pojawił się na liście UK top 40, docierając do pierwszej 10. Album promowały cztery single. Album został nominowany do Nagrody Grammy w kategorii Best R&B Album.

## Lista utworów
1. Intro – 1:21
2. “I Can Love You” (feat. Lil’ Kim) – 4:54
3. “Love Is All We Need” (feat. Nas) – 4:16
4. “Round and Round” – 4:27
5. Share My World (Interlude) – 0:32
6. “Share My World” – 4:49
7. Seven Days”' (feat. George Benson) – 5:09
8. “It’s On” (feat. R. Kelly) – 4:44
9. Thank You Lord (Interlude) – 0:45
10. “Missing You” – 4:19
11. “Everything” – 4:55
12. “Keep Your Head” – 3:51
13. “Can’t Get You Off My Mind” (feat. The Lox) – 4:45
14. “Get to Know You Better” – 4:34
15. “Searching”' (feat. Roy Ayers) – 4:52
16. “Our Love” – 5:22
17. “Not Gon' Cry” – 4:54

## Twórcy
- Mary J. Blige – śpiew, producent
- Steve Stoute – producent
- Ivy Skoff – koordynacja produkcji
- Herb Powers – mastering

Mixowanie
- Angela Piva
- Bob "Bassy" Brackmann
- Dexter Simmons
- Fred Jerkins III
- Jon Gass
- Ken Lewis
- Malik Pendleton
- R. Kelly
- Richard Travali
- Stephen George
- Steve Hodge
- Tizone
- Tom Vercillo
- Tony Maserati
- Kyle Bess – pomocniczy
- Xavier Smith – pomocniczy

Programowanie
- Mr. Lee
- Randy Walker – programowanie MIDI
- Stephen George

Śpiew
- LaTonya Blige-DaCosta – wokal wspierający
- Lil’ Kim – Rap
- LOX – Rap
- Malik Pendleton – aranżacja wokalu, wokal wspierający
- Mary Brown – wokal wspierający
- Nas – Rap
- R. Kelly – wokal wspierający
- Rich Nice – narrator
- Rodney Jerkins – Rap
- Shanice – wokal wspierający

Instrumenty
- Basil Fearrington – gitara basowa
- Darryl Brown – gitara basowa
- Nathan East – gitara basowa
- James Mussen – perkusja
- One Drop Scott – automat perkusyjny
- Poke & Tone – automat perkusyjny
- Rodney Jerkins – aranżacja perkusji, automat perkusyjny, multiinstrumentalista
- Kenneth "Babyface" Edmonds – automat perkusyjny, keyboard
- Abdulhameed Zuhri – gitara
- Ed Moore – gitara
- George Benson – gitara
- Michael Jordan – gitara
- Michael "Dino" Campbell – gitara
- Mike Campbell – gitara
- Ed Tree Moore – gitara
- Mike Scott – gitara
- George R. Pearson – keyboard
- Josh Milan – keyboard
- James Mtume – keyboard
- Lafayette Carthon, Jr. – keyboard
- Bryce Wilson – keyboard
- Dunn Pearson, Jr. – keyboard
- Bruce Wilson 	keyboard
- Jimmy Jam – multiinstrumentalista
- Terry Lewis – multiinstrumentalista
- Malik Pendleton – multiinstrumentalista
- R. Kelly – multiinstrumentalista
- DJ Do It All – Scratchowanie
- Gene Bianco – dyrygent
- Roy Ayers – wibrafon

Aranżacja
- Jimmy Jam
- Kenneth "Babyface" Edmonds
- One Drop Scott
- Poke & Tone
- Rich Nice
- Rodney Jerkins
- Terry Lewis

Sekwencjonowanie
- Bilal Allah
- David Radin
- Steve Stoute

Dźwiękowcy
- Ben Garrison
- Brad Gilderman
- Chris Brickley
- Dexter Simmons
- Rick Behrens
- Stephen George
- Ken Lewis
- Richard Travali
- Tony Maserati
- Steve Hodge
- Tom Vercillo
- Kyle Bess – pomocniczy
- Ron Lowe – pomocniczy
- Jeff Lane – pomocniczy
- Appolon "Chap" Noel – pomocniczy
- Trey Fratt – pomocniczy
- Ed Tinley – pomocniczy
- Greg Thompson – pomocniczy

## Single
- “Love Is All We Need” – wyd. marzec 1997
- “I Can Love You” – wyd. lipiec 1997
- “Everything” – wyd. wrzesień 1997
- “Missing You” – wyd. grudzień 1997
- “Seven Days” – wyd. styczeń 1998